# فريدريك راسيل
فريدريك راسيل هو سياسي كندي، ولد في 10 سبتمبر 1923 في سانت جونز في كندا، وتوفي في 20 يونيو 2001. انتخب حاكم نيوفندلاند ولابرادور ‏.